# Arna phaulida
Arna phaulida är en fjärilsart som beskrevs av Collenette 1938. Arna phaulida ingår i släktet Arna och familjen tofsspinnare. Inga underarter finns listade i Catalogue of Life.